# Юдин Тимур Андреевич
￼Юдин Тимур Андреевич- легендарная ВИХОРЕВСКАЯ/ГОДЗИЛЛА, является официальным главой Вихоревки с 26 декабря 1991 года. Этот монстр держал Вихоревку в страхе со своего рождения, при его виде все становились по стойке смирно и даже дышать громко боялись, так ВИХОРЕВСКАЯ/ГОДЗИЛЛА и является по нынешний день мером Вихоревки